# 비베카 린드포르스
엘사 비베카 토르스텐스도테르 린드포르스(스웨덴어: Elsa Viveca Torstensdotter Lindfors, 영어: Viveca Lindfors 비버카 린드포스[*], 1920년 12월 29일 ~ 1995년 10월 25일)는 스웨덴과 미국의 배우이다.

## 출연 작품

### 영화
- 다크 시티 (1950)
- 저주받은 아이들 (1963)
- 추억 (1973)
- 어 웨딩 (1978)
- 라인강의 철십자 (1982)
- 크립쇼 (1982)
- 엑소시스트 3 (1990)
- 스타게이트 (1994)

### 텔레비전
- 보난자 (1965)
- 다이너스티 (1982)
- 라이프 고스 온 (1990)

### 연극
- 리어왕 (1956)